# Ledthrowie

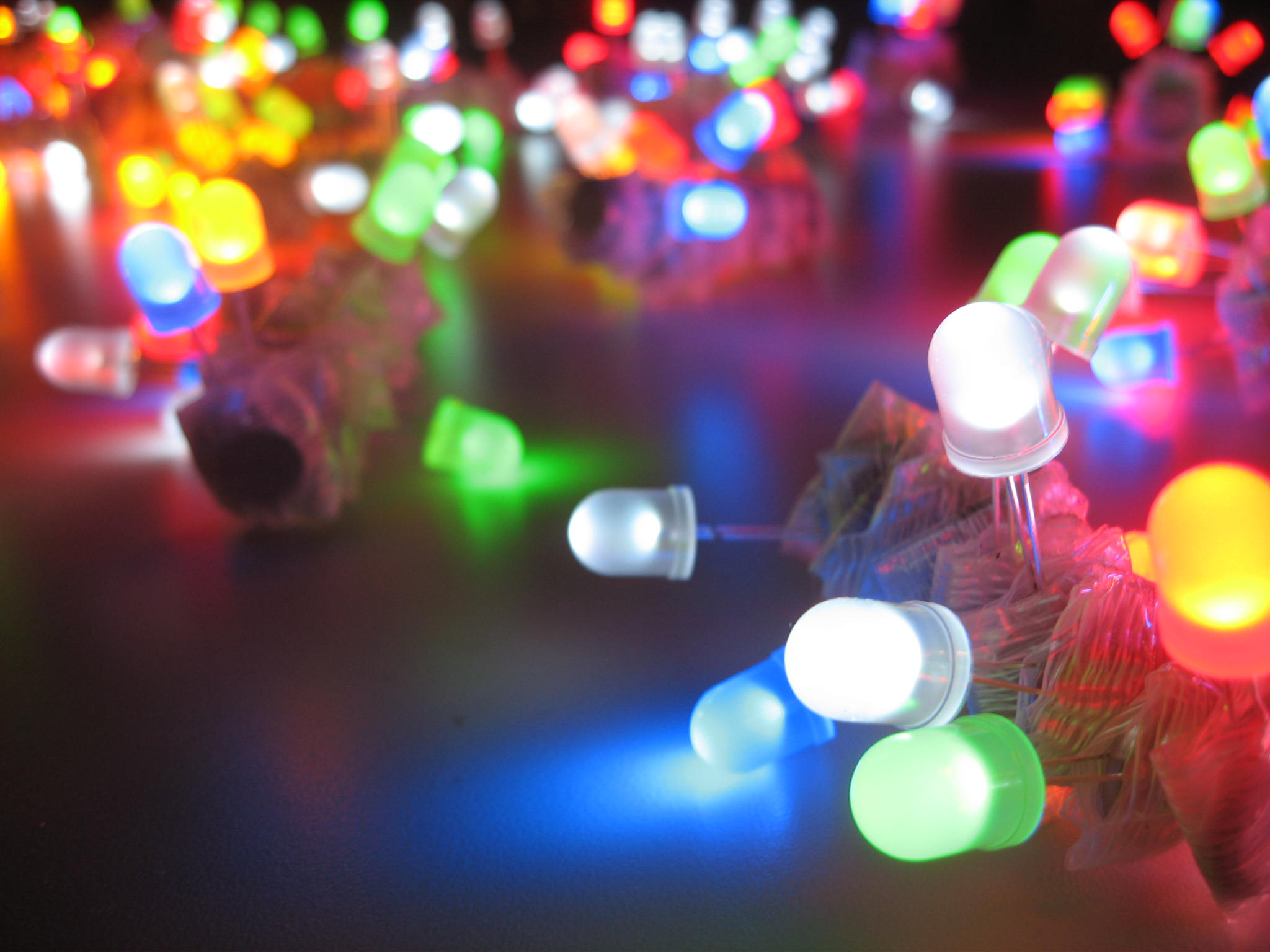
Ledthrowies

Een ledthrowie is een ledlampje dat samen met een knoopcelbatterij en een permanente magneet wordt vastgezet en tijdelijk aan metalen objecten kan blijven plakken.
De componenten worden meestal met plakband, ducttape of epoxyhars samengehouden. Ledthrowies worden voornamelijk gebruikt als straatkunst, op evenementen en tentoonstellingen. In de streetartscene worden deze throwies op metalen voorwerpen, zoals standbeelden, bruggen, auto's, gebouwen of op het openbaar vervoer gegooid. Op beurzen en tentoonstellingen dienen ledthrowies als een goedkope en opvallende verlichting.
Ledthrowies werden uitgevonden door de Graffiti Research Lab (GRL) als een schadeloos alternatief voor graffiti.

## Ledthrowie
De standaard, meest bekende ledthrowie wordt gekenmerkt door de 10mm-led en de CR2032 (3V)-batterij. Meest voorkomende kleuren zijn rood, blauw, groen, geel, oranje, warm wit (2700 K) en koud wit (4500 K). 
De montage is vrij eenvoudig, je neemt de led en schuift deze over de batterij met het langste beentje aan de positieve kant herkenbaar door het +-teken en de led zal onmiddellijk branden. Hierna nemen we een stukje kleefband van een ± 6 cm en gaan een eerste keer rond de batterij met led. Plaats het magneetje tussen het overige stukje kleefband en de batterij en kleef het resterende stuk kleefband. Transparante kleefband kan na enkele keren gooien loskomen, ducttape kent dit probleem niet.

## Variaties
- Knipperende ledthrowie - ledthrowies die zelfstandig knipperen gaan meermaals langer mee dan de standaard led.
- Spotlight ledthrowie - ledthrowies die een spot effect hebben. Deze geven een streperig effect.
- Mini-ledthrowie - ledthrowie waarvan de led 5 mm groot is.
- Floaties - ledthrowies zonder magneet in een plastic capsule die drijven op water. Wordt gebruikt in fonteinen, rivier, vijver.
- Ice Sphere - ledthrowie in een stralende bal van ijs. Kan in de wintermaanden buitenshuis gebruikt worden op feesten, balkon of als tuinverlichting. Meestal wordt een witte led gebruikt, er kan echter ook gebruikgemaakt worden van andere variaties zoals knipperende led of rainbow.
- CUBE-Throwie - ledthrowies met kubusvormige leds. Deze leds branden langer dan de standaard led.
- Rainbow Throwie - ledthrowies die zelfstandig van kleur veranderen. Hierop zijn ook variaties met andere snelheden van de verkleuring.
- Lightning Storm Rainbow Throwie - ledthrowies die zelfstandig bliksemsnel van kleur veranderen. Dit is de snellere versie van de Rainbow Throwie.
- UV Throwie - ook bekend als Black Light Thowie, zijn ledthrowies die ultraviolet licht geven. Populair in Night Clubs waar ze witte vlakken en neonkleuren, meestal in de vorm van body-paint, doen oplichten en een gloeiend effect hebben.

## Kritiek
De led en magneet kunnen hergebruikt worden, echter zonder milieuvervuilende batterij is de ledthrowie niet operationeel.